# Dan Hartman
Daniel Earl Hartman (8 de diciembre de 1950-22 de marzo de 1994), conocido como Dan Hartman, fue un cantante, cantautor y productor discográfico estadounidense.

## Biografía
Dan Earl Hartman nació en Harrisburg, Pensilvania. Hartman se unió a su primera banda, "The Legends", a la edad de 13 años, junto con su hermano Dave. Hartman tocaba teclados y escribía mucha de la música del grupo. Lanzaron varios discos, pero ninguno fue un éxito. Se unió al grupo de Edgar Winter para tocar en 3 de sus discos; de hecho, Dan escribió la canción "Free Ride" en 1972, que sería uno de los mayores éxitos del grupo. Inició su carrera de solista en 1976. Una nueva versión de "Free Ride" se usó en la película de los Mighty Morphin Power Rangers en 1995
En 1978 Hartman llegó al N° 1 con el sencillo "Instant Replay"; para el álbum del sencillo, Hartman trabajó con Vinnie Vincent (conocido por su corta estancia en Kiss) y G.E. Smith. A este siguió su segundo gran éxito, "Relight My Fire" (de 1979). Muchos consideran a ambas como auténticos himnos de la época disco. También hubo una versión de Instant Replay hecho por el dúo Yell! (Paul Varney y Daniel James) en 1990.
Volvió al éxito una vez más con su canción "I Can Dream About You", que llegó al top-10, y que fue usado en la banda sonora de Streets of Fire en 1984. Hartman actuaba como bartender en el video, que fue muy publicitado en MTV. En el video, el actor afroamericano Stoney Jackson aparecía "cantando" (moviendo los labios, más precisamente) la canción. Hartman logró su 3.er no. 1 con "We Are The Young." Durante la siguiente década, colaboró con artistas como Tina Turner, Dusty Springfield, Joe Cocker, Bonnie Tyler, Paul Young, James Brown, Nona Hendryx y Steve Winwood.
Murió el 22 de marzo de 1994 a los 43 años en Westport, Connecticut de un tumor en el cerebro producto de una complicación del sida. Sólo después de su muerte, su homosexualidad se convirtió en un asunto de dominio público. Al momento de su muerte, su música estaba pasando por un momento de resurrección; un cover de su canción "Relight My Fire" (cantado por Take That y Lulu) alcanzó el no. 1 en el Reino Unido. Las ventas de los discos de solista, grupos, producción, compilaciones y canciones escritas por Hartman, exceden en la actualidad los 50 millones de copias vendidas en el mundo entero.

## Discografía

### Álbumes de estudio
- Who Is Dan Hartman? (1976)
- Images (1976)
- Instant Replay (1978) #80 U.S.
- Relight My Fire (1979) #189 U.S.
- April Music Recorded Music Library (1981)
- It Hurts to Be in Love (1982)
- I Can Dream About You (1984) #55 U.S.
- White Boy (1986) Nunca lanzado
- New Green Clear Blue (1989)
- Keep The Fire Burnin' (1994)
- Super Hits (2004)

### Sencillos
| Año  | Sencillo                                            | U.S. Hot 100 | U.S. R&B | U.S. A.C. | U.S. Dance | UK Singles Chart | Australian Singles Chart | Álbum                  |
| ---- | --------------------------------------------------- | ------------ | -------- | --------- | ---------- | ---------------- | ------------------------ | ---------------------- |
| 1978 | "Instant Replay"                                    | 29           | 44       | -         | 1          | 8                | -                        | Instant Replay         |
| 1979 | "This Is It"                                        | 91           | -        | -         | -          | 17               | -                        | Instant Replay         |
| 1979 | "Hands Down"                                        | -            | -        | -         | 26         | -                | -                        | Relight My Fire        |
| 1980 | "Vertigo"/"Relight My Fire" (con Loleatta Holloway) | 105          | -        | -         | 1          | -                | -                        | Relight My Fire        |
| 1981 | "Heaven in Your Arms"                               | 86           | -        | -         | -          | -                | -                        | It Hurts To Be In Love |
| 1982 | "It Hurts to Be in Love"                            | 72           | -        | -         | 48         | -                | -                        | It Hurts To Be In Love |
| 1983 | "All I Need"                                        | -            | -        | 41        | -          | -                | -                        | It Hurts To Be In Love |
| 1984 | "I Can Dream About You" 1                           | 6            | 60       | 7         | 8          | 12               | 3                        | I Can Dream About You  |
| 1984 | "We Are the Young"                                  | 25           | 58       | -         | 1          | -                | -                        | I Can Dream About You  |
| 1985 | "Second Nature"                                     | 39           | -        | 19        | 40         | 66               | -                        | I Can Dream About You  |
| 1986 | "Get Outta Town"                                    | -            | -        | -         | -          | -                | -                        | Fletch (soundtrack)    |
| 1994 | "Keep the Fire Burnin'" (con Loleatta Holloway)     | -            | -        | -         | -          | 49               | -                        | Keep the Fire Burnin'  |

- 1 También incluido en la banda sonora de la película Calles de fuego.
- 2 Relanzado en 1985; originalmente en el puesto #78

## Trivia
Su canción "Instant Replay" fue el tema principal del programa de videos musicales Hola Juventud, en Costa Rica.[cita requerida]